# Abdenasser El Khayati
Abdenasser "Nasser" El Khayati (Rotterdam, 7 februari 1989) is een Nederlands-Marokkaans voetballer die doorgaans als middenvelder speelt.

## Clubcarrière
El Khayati werd op elfjarige leeftijd gescout door Feyenoord dat hem onderbracht in de jeugd van satellietclub SBV Excelsior. Na een blessure keerde hij niet meer terug bij de club en speelde vervolgens in de jeugd van RKSV Leonidas waar hij ook af en toe met het eerste team mee deed. Vervolgens kwam hij bij PSV maar moest na een jaar weg. Hij maakte op op 3 oktober 2008 zijn debuut in het eerste elftal van FC Den Bosch, tegen Excelsior. FC Den Bosch verloor toen met 2–1. El Khayati kwam in het seizoen 2010/11 uit voor Jong NAC Breda. Na periodes bij Olympiakos Nicosia en KV Turnhout tekende hij bij toenmalig  Topklasser Kozakken Boys. Daar scoorde hij twaalf keer in zeventien wedstrijden. Dat leverde hem op 29 januari 2015 een transfer op naar Burton Albion. Met Burton Albion, met trainer Jimmy Floyd Hasselbaink aan het roer, werd hij dat jaar kampioen van de League Two. El Khayati  maakte op 1 februari 2016 een overstap naar Queens Park Rangers, waar hij herenigd werd met trainer Hasselbaink. De Engelse club verhuurde hem op 31 januari 2017 aan ADO Den Haag. Daar tekende hij na afloop van het seizoen een definitief contract. In augustus 2019 vertrok El Khayati voor twee seizoenen naar Qatar Sports Club. Op 6 februari 2021 sloot hij wederom aan bij ADO Den Haag met het doel om de club in de Eredivisie te houden. Aan het einde van het seizoen 2020/21, en degradatie, werd zijn contract bij ADO Den Haag niet verlengd. In maart 2022 sloot hij aan bij Willem II. Daar speelde hij vijf wedstrijden en degradeerde met de club uit de Eredivisie. Eind september 2022 ging hij in India spelen voor Chennaiyin FC. Een jaar later ging hij voor Mumbai City FC spelen.

## Clubstatistieken
| 2008/09 | FC Den Bosch        | Eerste divisie      | 8  | 0  |
| 2009/10 | FC Den Bosch        | Eerste divisie      | 2  | 0  |
| 2010/11 | NAC Breda           | Eredivisie          | 0  | 0  |
| 2011/12 | NAC Breda           | Eredivisie          | 0  | 0  |
| 2012/13 | Olympiakos Nicosia  | A Divizion          | 0  | 0  |
| 2013/14 | KV Turnhout         | Derde klasse B      | 0  | 0  |
| 2014/15 | Kozakken Boys       | Topklasse Zaterdag  | 17 | 12 |
| 2014/15 | Burton Albion       | League Two          | 18 | 3  |
| 2015/16 | Burton Albion       | League One          | 24 | 8  |
| 2015/16 | Queens Park Rangers | Championship        | 16 | 1  |
| 2016/17 | Queens Park Rangers | Championship        | 6  | 0  |
| 2016/17 | → ADO Den Haag      | Eredivisie          | 12 | 5  |
| 2017/18 | ADO Den Haag        | Eredivisie          | 32 | 8  |
| 2018/19 | ADO Den Haag        | Eredivisie          | 33 | 17 |
| 2019/20 | Qatar Sports Club   | Qatari League       | 14 | 1  |
| 2020/21 | Qatar Sports Club   | Qatari League       | 2  | 0  |
| 2020/21 | ADO Den Haag        | Eredivisie          | 11 | 2  |
| 2021/22 | Willem II           | Eredivisie          | 5  | 0  |
| 2022/23 | Chennaiyin FC       | Indian Super League | 12 | 9  |